# Портрет невідомого венеційця
«Портрет невідомого венеційця» — пізній твір художника  Джорджоне, один з найкращих в його творчому надбанні і портретному жанрі Венеційської школи XVI століття. Знаходиться в Музеї образотворчих мистецтв ( Будапешт).

## Передумови створення
Джорджоне — учень відомого венеційського художника Джованні Белліні.  Серед ранніх картин Джорджоне  переважають релігійні композиції («Мадонна з Кастельфранко», «Мадонна, що читає»). Релігійна легенда про мужню захисницю рідного міста використана художником і при декоруванні дверки дерев'яної шафи, де він подав «Юдиту» (нині в музеї Санкт-Петербурга Ермітаж).
Нечасто, але Джорджоне звертався і до створення портретів своїх сучасників. Можливо, ніде так яскраво не помітні витоки творчих засобів художника, як у портретах, що йдуть від традицій венеційського Чінквеченто. Зазвичай це погрудні зображення, відокремлені від глядача парапетом. Цей парапет добре помітний як в більшості творів вчителя — Джованні Белліні, так і в ранніх творах співучня і помічника Джорджоне — Тіціана. Манеру відокремлювати потретованого від глядача Джорджоне зберігав до останніх днів свого короткого життя. Ця манера відрізняє Джорджоне і від Себастьяно дель Пьомбо, що був головою венеційської майстерні по смерті самого Джорджоне до переїзду у Рим. 

## Опис твору
Біля дерев'яного парапету спокійно зупинився парубок з зачіскою по моді кін. XV — поч. XVI століття. На відміну від більшості портретних персонажів Джованні Белліні та самого Джорджоне — юнак не дивиться на глядача, а зосереджений на власних невеселих думках. Про приховану схвильованість парубка говорить і жест руки, що в задумливості шукає собі місця на грудях.
На парапеті — три маленьких зображення, зміст появи яких і їх інтерпретація нам невідомі (капелюшок, три жіночі голівки, чорна дощечка). У зв'язку з обмеженістю фактів про життя та творчість митця, дослідники намагаються якомога більше отримати від самих полотен майстра. Але в цьому випадку не допомагає навіть картина. Капелюшок з ініціалом «N» — досить неіформативний. Три жіночі голівки — можуть бути натяком на три грації і відповідно натяк на мистецьку зацікавленість портретованого. Колись портрет мав пейзаж за умовним вікном, але був замінений на нейтральне тло без пейзажу.
Плутанину в інтерпретацію портрета внесли і залишки колишнього напису «Antinius Brokardus mar.» Але венеційський поет Антоніо Брокардо (що помер у 1531 році) був дитиною за життя Джорджоне і останній не міг писати його портрет як парубка. Найрадикальніші дослідники навіть наполягають, що це взагалі не твір Джорджоне. Поки що зупинились на обережній назві «Портрет невідомого венеційця», допоки не будуть знайдені нові факти або про майстра, або про його портретний твір.

## В 19 столітті
1836 роком датований подарунок Угорщині від Ласло Яноша Піркера, що налічував сто дев'яносто картин. Піркер — надзвичайно чутливий колекціонер, священик, був патріархом в Венеції, де купував картини італійських майстрів. Його перевели з Венеції в угорський релігійний центр Естергом, куди той перевіз і власну збірку. Завдяки Піркеру Угорщина отримала ведути художників Мікеле Марієскі, Франческо Гварді, Бернардо Белотто, «Богоматір зі святими» Джованні Баттіста Тьєполо, «Портрет королеви Кіпру Катерини Корнаро» Джентілє Белліні, старшого брата відомого Джованні Белліні, «Святу родину зі святою» художника Вінченцо Катена. Також в колекції був «Портрет невідомого венеційця (можливо, поет Антоніо Броккардо)» пензля Джорджоне, бо це вершина серед портретів Італійського Високого Відродження.

## Галерея

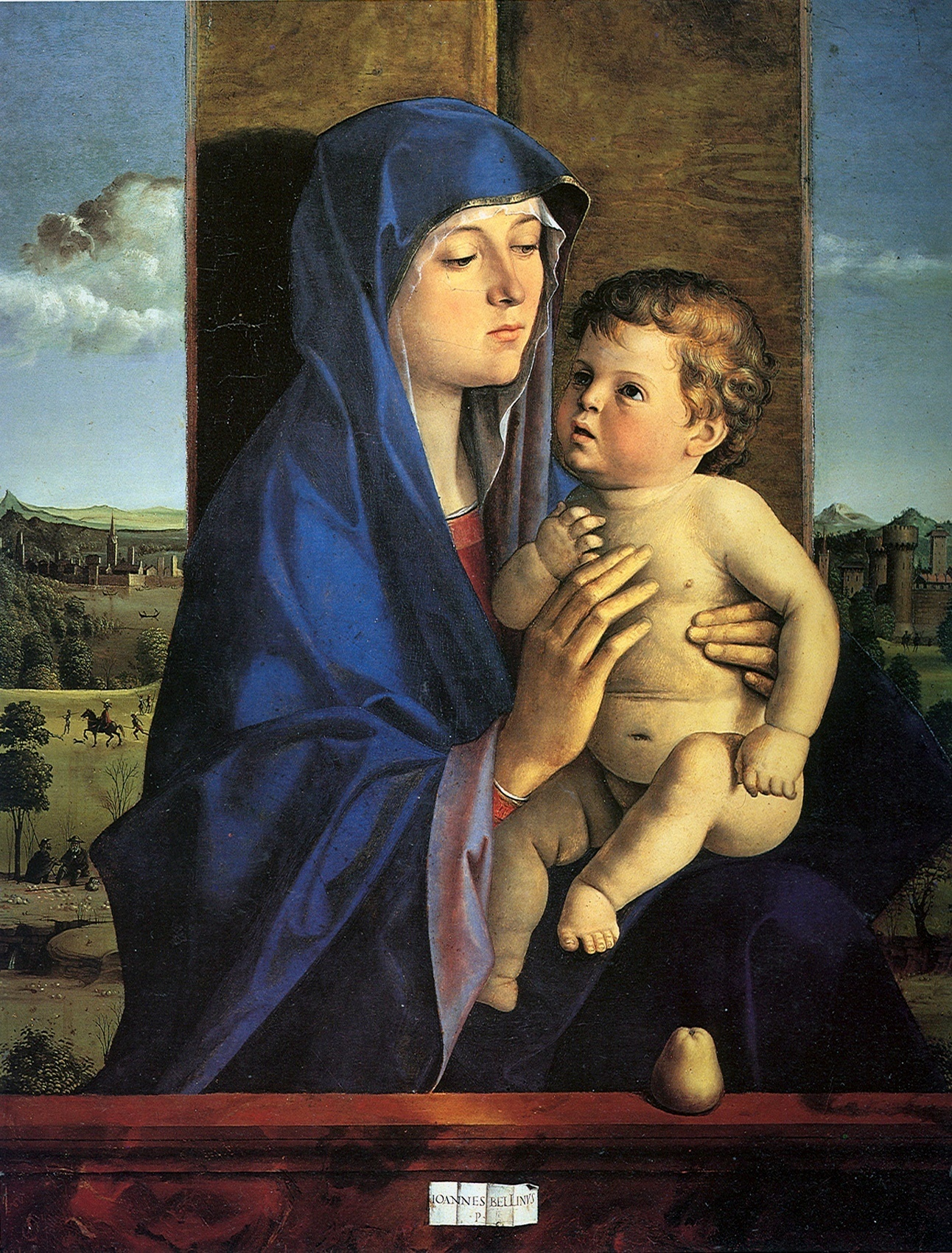
Джованні Белліні, Мадонна з немовлям за парапетом, Бергамо
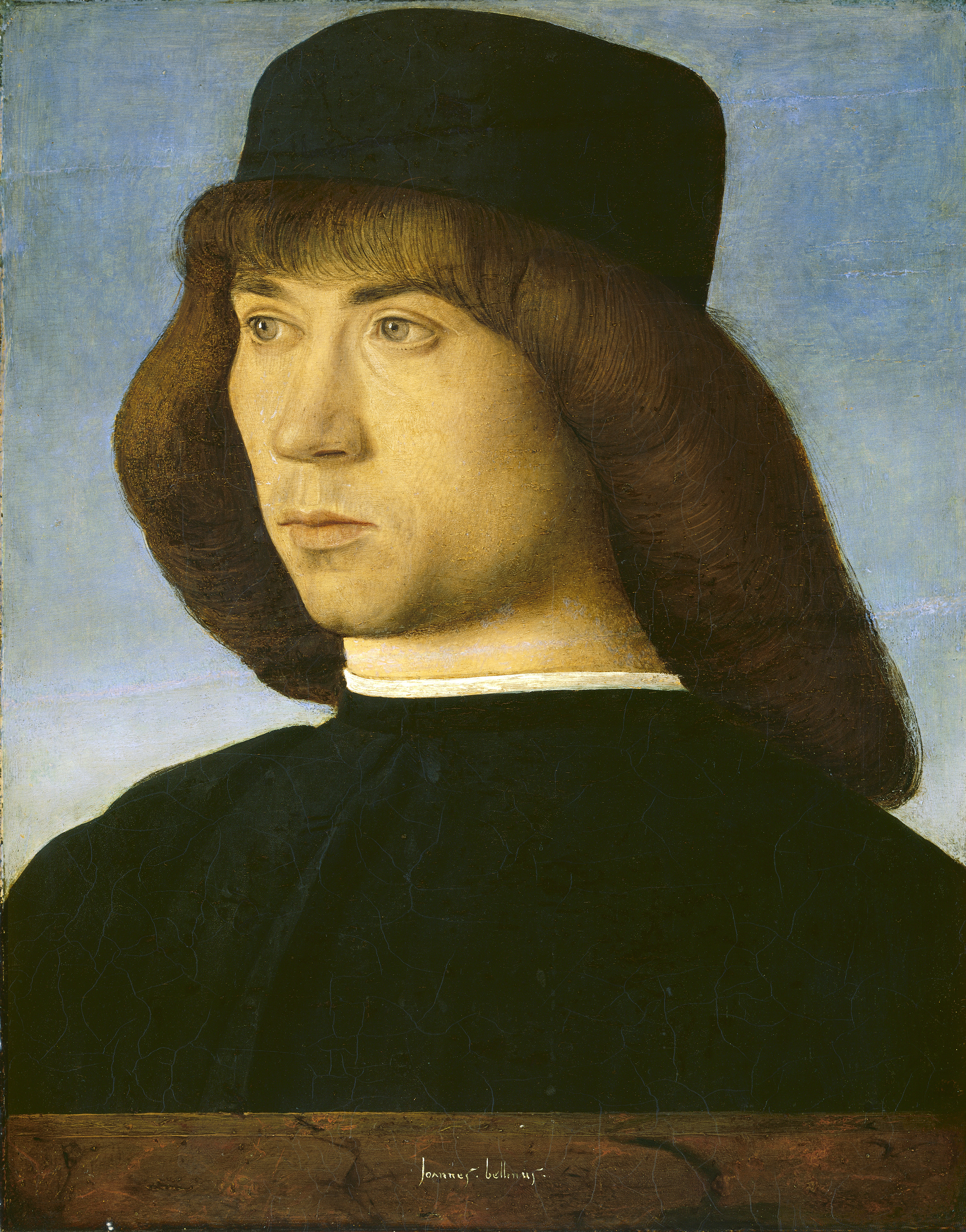
Джованні Белліні, портрет невідомого, 1500 рік, Національна галерея мистецтв, Вашингтон
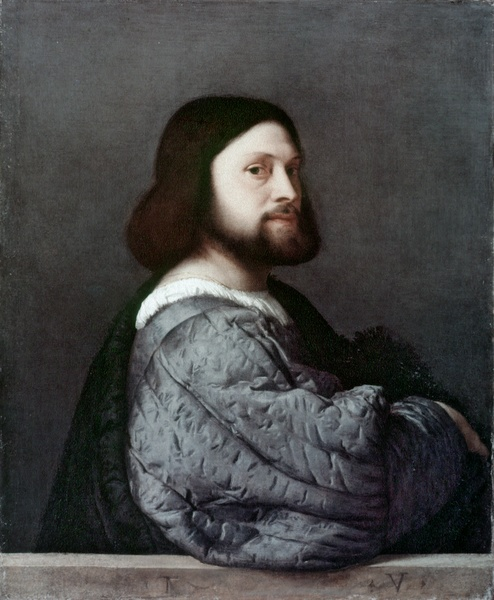
Тіціан, Лодовіко Аріосто, Лондон
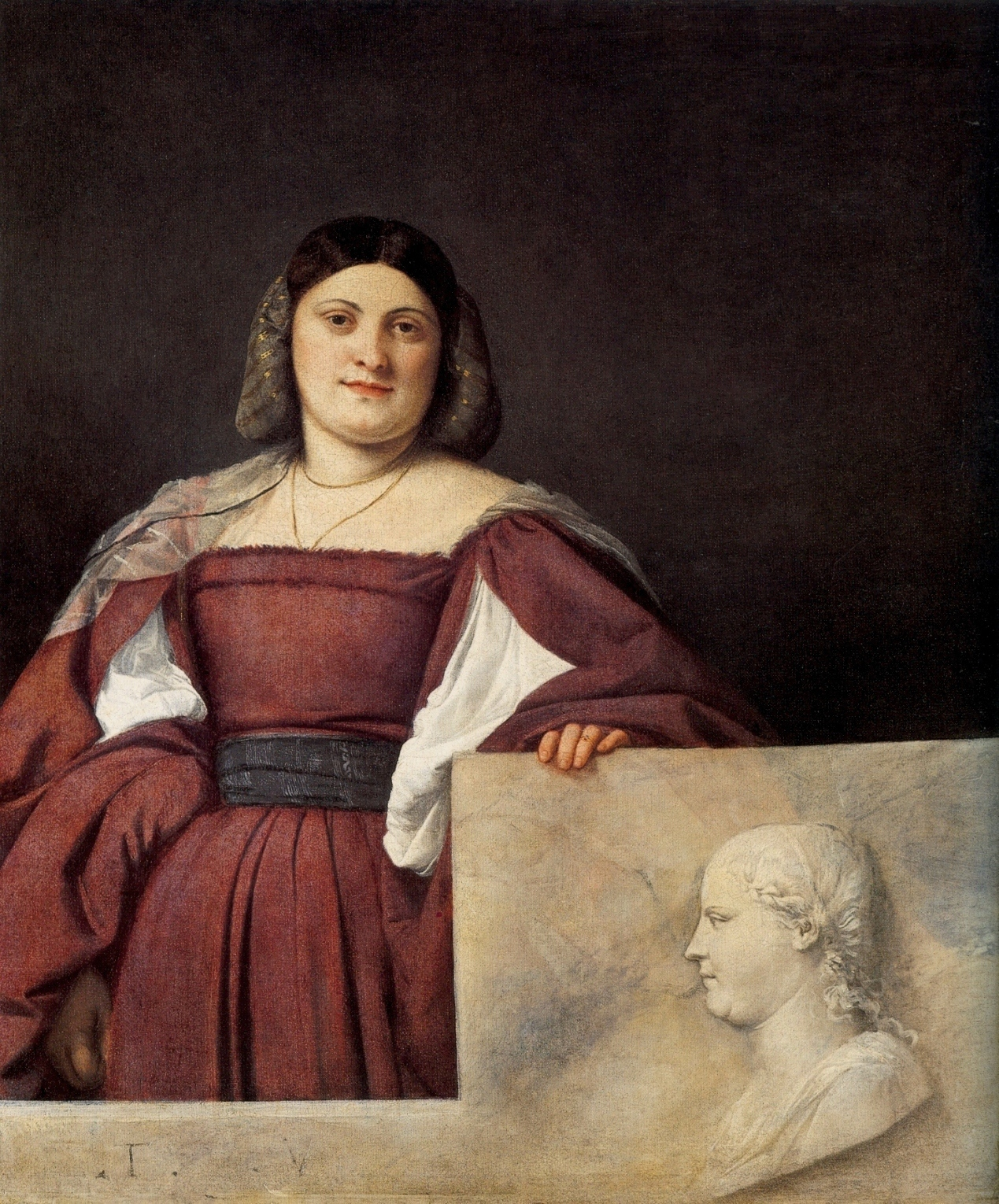
Тіціан, Слов'янка (картина)